# 니시조역
니시조역(일본어: 西条駅)은 일본 나가노현 히가시치쿠마군 지쿠호쿠촌에 있는, 동일본 여객철도의 철도역이다. 시노노이 선이 지나간다.

## 역 구조
지상역으로, 승강장은 인접한 아카시나역, 사카키타역처럼 단식 1면 1선과 섬식 1면 2선이 있다. 양쪽 승강장은 과선교로 이어져 있다. 아카시나 역이 관리하는 간이 위탁역이다.

### 승강장
| 1 | ■ 시노노이 선 | 시노노이 · 나가노 방면            |
| 2 | ■ 시노노이 선 | 마쓰모토 · 시오지리 방면          |
| 3 | ■ 시노노이 선 | (화물 열차 등의 대피선으로 사용.) |

## 역세권 정보
- 국도 제403호선
- 지쿠호쿠촌청 모토조 종합출장소

## 역사
- 1900년 11월 1일 - 일본국유철도 시노노이 선의 역으로 개업했다.
- 1987년 4월 1일 - 민영화에 따라 동일본 여객철도의 소속이 되었다.

## 인접역
| 동일본 여객철도 시노노이 선 | 동일본 여객철도 시노노이 선 | 동일본 여객철도 시노노이 선     |
| --------------------------- | --------------------------- | ------------------------------- |
| 아카시나 시오지리 방면      | ■ 보통                      | 사카키타 시노노이 · 나가노 방면 |